# Peripeti
Peripeti er et dansk videnskabeligt tidsskrift med artikler indenfor dramaturgi, teater- og performancestudier.
Ansvarshavende redaktør er Laura Luise Schultz.
Tidsskriftet blev oprettet i 2004 af forskere fra Afdeling for Dramaturgi ved Aarhus Universitet.
Nu er det dog bredere funderet med redaktører fra dansk universiter, teatre og scenekunstskoler.
Det har været støttet af Statens Kunstfond og Danmarks Frie Forskningsfond.
Nogle af numrene fra Peripeti er tilgængelig fra tidsskrift.dk, men har ellers sin egen hjemmeside på https://www.peripeti.dk/.